# Fuego

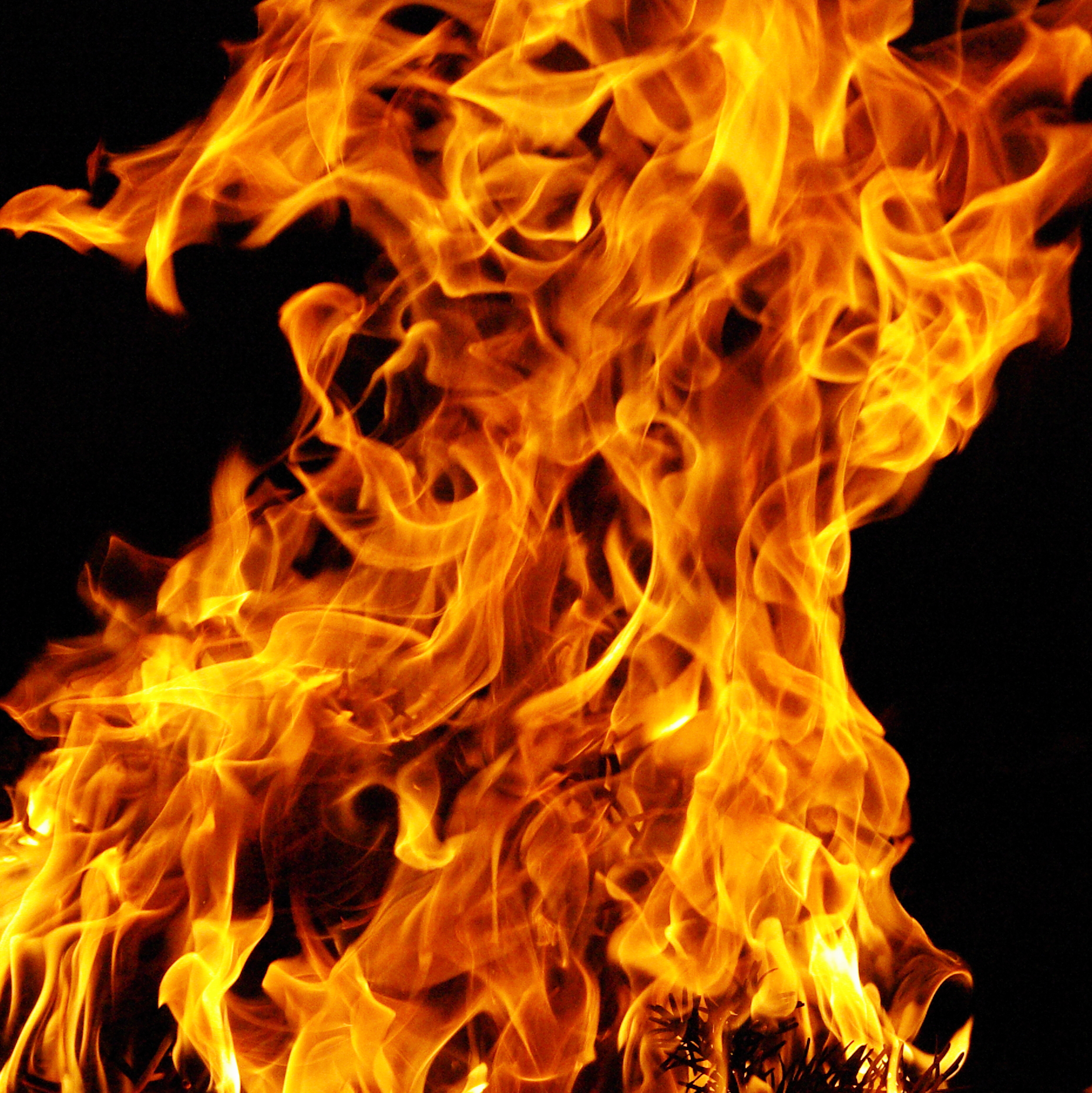
El fuego es una mezcla de gases incandescentes y otras partículas procedentes de una combustión.

Se llama fuego al conjunto de partículas o moléculas incandescentes de materia combustible (véase también combustión), capaces de emitir calor y luz, producto de una reacción química de oxidación acelerada. Las llamas son las partes del fuego que emiten luz, mientras que el humo es el conjunto físico de las mismas que ya no la emiten. Las llamas consisten principalmente en dióxido de carbono, vapor de agua, oxígeno y nitrógeno. Si están lo suficientemente calientes, los gases pueden ionizarse y convertirse en plasma. Y por lo tanto el fuego se le puede considerar que está en estado plasmático. Se le conoce también como lumbre o candela (en Cuba, Puerto Rico y Venezuela).

## Comportamiento fisicoquímico
Esta fuerte reacción química de oxidación es un proceso exotérmico, lo que quiere decir que, al mismo tiempo, desprende energía en forma de calor al aire de su alrededor. El aire que se encuentra alrededor de las moléculas o partículas calientes disminuye la densidad y tiende a flotar sobre el aire más frío (convección). En el caso particular del fuego de estado sólido, el aire caliente viaja hacia arriba a tal velocidad que empuja partículas pesadas de combustible en la misma dirección (aún calientes y brillantes), las cuales van bajando de temperatura al igual que el aire circundante, dejando de brillar y tornándose generalmente de un color negro como el carbón; el aire, al enfriarse, empieza a bajar de velocidad, a tal punto que ya no puede empujar las partículas para arriba y, si pesan más que el aire, éstas empiezan a levitar sin subir, para luego caer de nuevo a tierra.[cita requerida]

## Evolución de la concepción científica del fuego
En la antigüedad clásica el fuego fue uno de los cuatro elementos clásicos, junto con el agua, el aire y la tierra. Los cuatro elementos representaban las cuatro formas conocidas de la materia y eran utilizados para explicar diferentes comportamientos de la naturaleza. En la cultura occidental, el origen de la teoría de los cuatro elementos se encuentra en los filósofos presocráticos de la Grecia clásica, y desde entonces ha sido objeto de numerosas obras de expresión artística y filosófica, perdurando durante la Edad Media y el Renacimiento e influyendo profundamente en la cultura y el pensamiento europeos. Paralelamente, el hinduismo y el budismo habían desarrollado concepciones muy parecidas.
En la mayoría de estas escuelas de pensamiento se suele añadir un quinto elemento a los cuatro tradicionales, que se denomina, alternativamente, idea, vacío, éter o quintaesencia (literalmente "la quinta esencia").
El concepto de los elementos clásicos continuó vigente en Europa durante la Edad Media, debido a la preeminencia de la visión cosmológica aristotélica y a la aprobación de la Iglesia católica del concepto del éter que apoyaba la concepción de la vida terrenal como un estado imperfecto y el paraíso como algo eterno.
El uso de los cuatro elementos en la ciencia se abandonó en los siglos XVI y XVII, cuando los nuevos descubrimientos sobre los estados de la materia superaron la concepción clásica.
En el siglo XVII, Johann Joachim Becher propuso una versión particular de la teoría de los cuatro elementos: el papel fundamental estaba reservado a la tierra y al agua, mientras que el fuego y el aire eran considerados como simples agentes de las transformaciones. Todos los cuerpos, tanto animales como vegetales y minerales, estaban formados, según Becher, por mezclas de agua y tierra. Defendió también que los verdaderos elementos de los cuerpos debían ser investigados mediante el análisis, y, en coherencia, propuso una clasificación basada en un orden creciente de composición. Becher sostenía que los componentes inmediatos de los cuerpos minerales eran tres tipos diferentes de tierras, cada una de ellas portadora de una propiedad: el aspecto vítreo, el carácter combustible y la fluidez o volatilidad. La tierra, que denominó terra pinguis, se consideraba portadora del principio de la inflamabilidad. Su nombre podría traducirse como tierra grasa o tierra oleaginosa, que en la alquimia se conoce con el nombre de azufre, aunque Becher empleó también otras expresiones para designarla; entre ellas, azufre flogisto (este sustantivo derivado del griego phlogistos, que significa ‘inflamable’). Finalmente fue la palabra flogisto la que acabó imponiéndose, gracias sobre todo a la labor del más efectivo defensor de sus ideas, Georg Ernst Stahl.

### Teoría de la combustión de Lavoisier
La teoría del flogisto se mantuvo hasta los años 1780, cuando Antoine Laurent Lavoisier, considerado el padre de la química moderna, diseñó un experimento para contrastarla. Lavoisier colocó una pequeña cantidad de mercurio sobre un sólido flotando sobre agua, lo cerró bajo una campana de vidrio y provocó la combustión del mercurio. Según la teoría del flogisto, el cuerpo flotante debería estar menos sumergido tras la combustión, ya que la cantidad restante de sustancia junto a la ceniza debería pesar menos que la inicial y el volumen de aire dentro de la campana debería aumentar como efecto de la asimilación del flogisto, y con ello el nivel de líquido cerrado debería ser más bajo que al comienzo. El resultado del experimento contradijo los resultados esperados según esta teoría. Lavoisier interpretó correctamente la combustión, eliminado el flogisto en su explicación. Las sustancias que arden se combinan con el oxígeno del aire, por lo que ganan peso. El aire que está en contacto con la sustancia que se quema pierde oxígeno y, por tanto, también volumen.
Con Lavoisier los químicos abandonaron progresivamente la teoría del flogisto y se apuntaron a la teoría de la combustión basada en el oxígeno.

## Mitología sobre el fuego

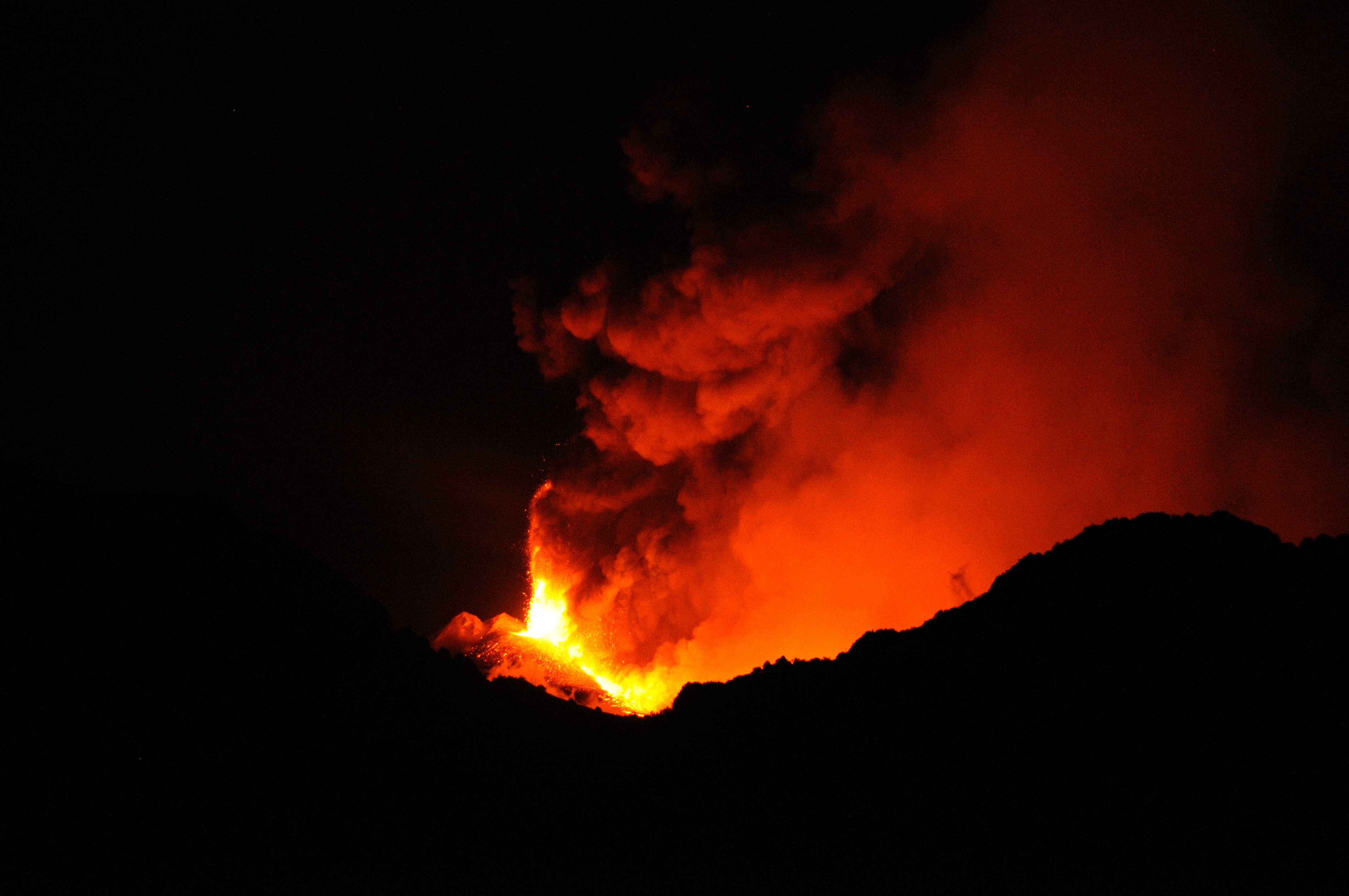
En la mitología griega, el Etna era el volcán en cuyo interior se situaban las fraguas de Hefesto, que trabajaba en compañía de cíclopes y gigantes. El monstruoso Tifón yacía debajo de esta montaña, lo que causaba frecuentes terremotos y erupciones de humo y lava.

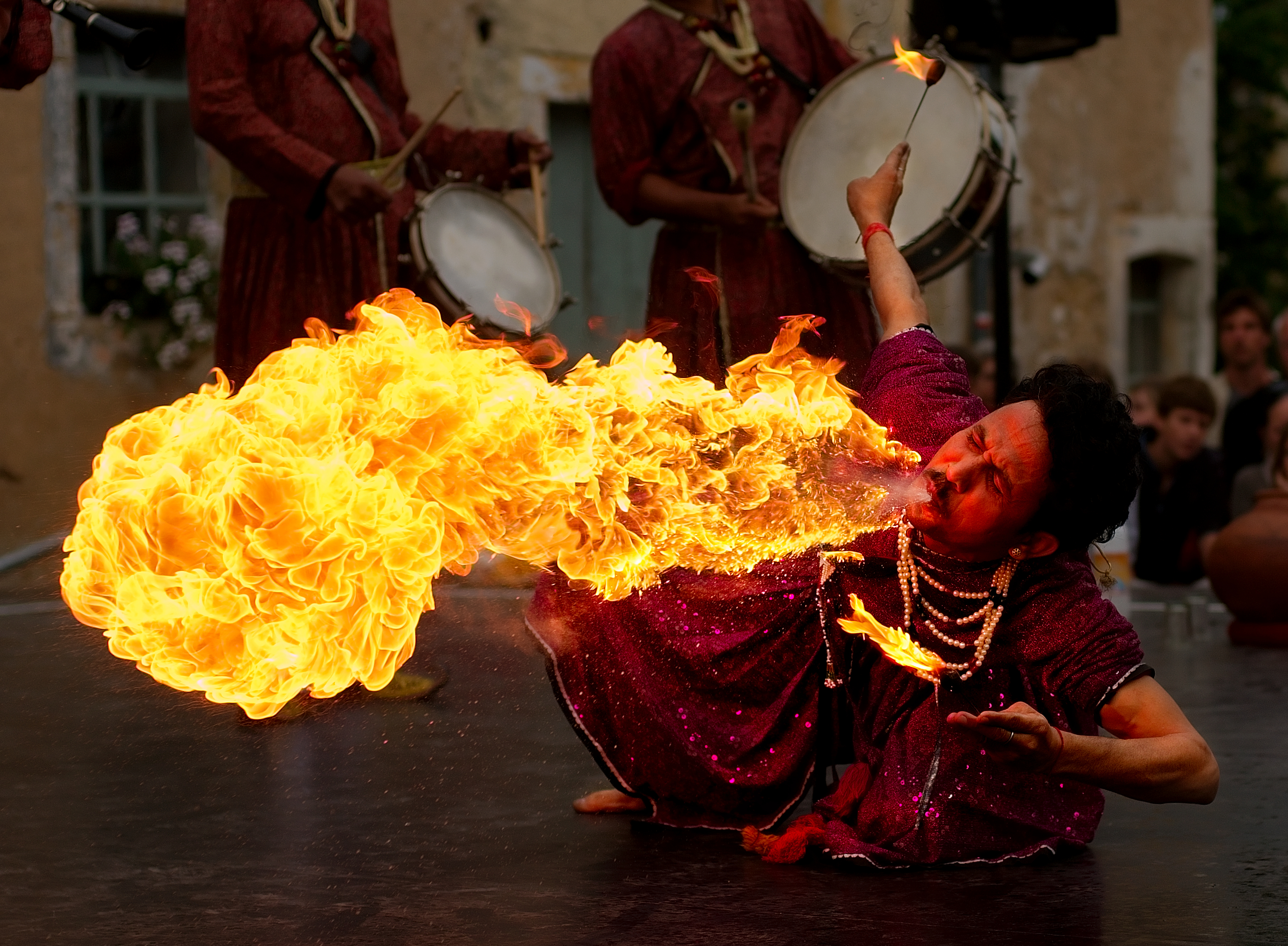
Tragafuegos indio en Bélgica. Para que la llamarada se produzca se sopla el combustible a través de la llama en presencia de oxígeno.

Desde que el humano comenzó a dominar el fuego, se presentó un problema importante: encenderlo. De ahí que las religiones se convirtieran en las guardianas del fuego: mantener un fuego permanente era importante por si los fuegos domésticos se apagaban, y de ahí que todas las religiones, todavía ahora, mantengan un fuego encendido en el santuario.

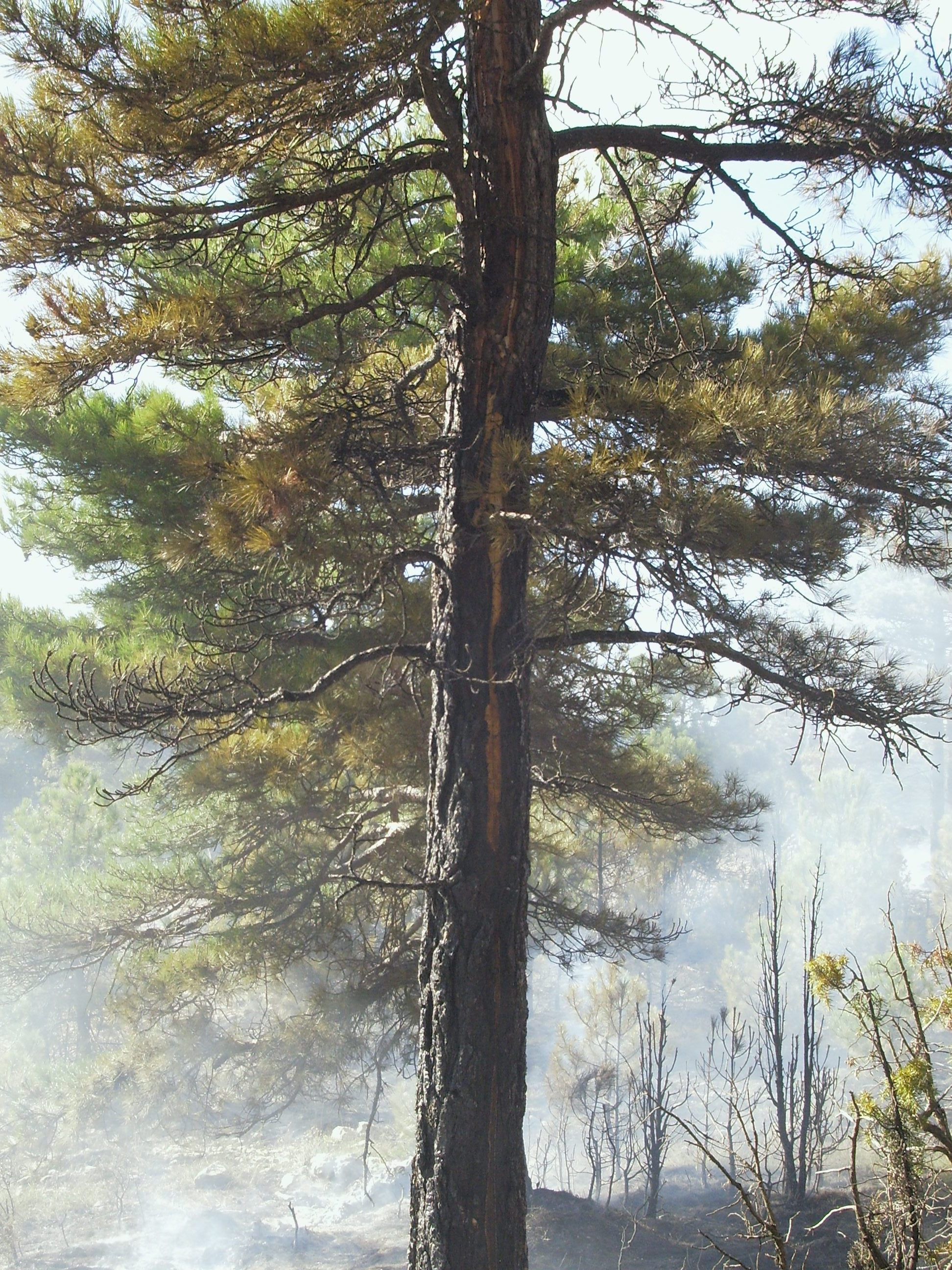
Inicio del fuego de forma natural por la caída de un rayo en un tronco, provocando un incendio forestal

El culto del fuego siguió al que se tributaba al Sol y casi todos los pueblos lo adoraron como el más noble de los elementos y como una viva imagen del astro del día. Los caldeos lo tenían por una deidad suprema. Sin embargo, en Persia es donde se extendió su culto casi exclusivamente. Se encontraban por todas partes cercados cerrados con muros y sin techo, dentro los cuales, se encendía asiduamente el fuego en donde el pueblo devoto venía a ciertas horas para rogarle. Los grandes señores se arruinaban [cita requerida] arrojando en él esencias preciosas y flores odoríferas, privilegio que miraban como uno de los mejores derechos de la nobleza. Estos templos descubiertos fueron conocidos de los griegos con el nombre de Pyreia (Πυραία) o Pyrateia (Πυραταία). Los viajeros modernos hablan también de ellos como de los más antiguos monumentos del culto del fuego. Cuando un rey de Persia estaba agonizando, se apagaba el fuego en las principales ciudades del reino y no se volvía a encender hasta después de la coronación de su sucesor. Estos pueblos se imaginaban que el fuego había sido traído del cielo y puesto sobre el altar del primer templo que Zoroastro había mandado edificar en la ciudad de Xis, en la Media. Estaba prohibido arrojar a él nada que no fuese puro, llegando a tal punto la superstición que nadie osaba mirarlo atentamente. Para más imponer, los sacerdotes lo conservaban secretamente y hacían creer al pueblo que era inalterable y se alimentaba de sí mismo. Hyde ha creído que este culto tenía por único objeto representar al Ser Supremo.
Sea lo que fuere, esta costumbre pasó a Grecia. Ardía aun el sagrado fuego en los templos de Apolo en Atenas y en Delfos, en el de Ceres en Mautíuaa, en el de Minerva en el de Júpiter Ammon y en las pritaneas de todas las ciudades griegas, donde ardían continuamente las lámparas cuidando muy particularmente que no se apagasen. Los romanos, imitadores de los griegos, adoptaron este culto y Numa fundó un colegio de vestales, cuyas funciones consistían en conservar el fuego sagrado. Esta religión subsistió entre los guebros o parsos, como también en muchos pueblos de América, entre otros, en Virginia. Cuando estos pueblos volvían de alguna expedición militar o habían salido felizmente de un peligro inminente, encendían un gran fuego y atestiguan su alegría danzando a su alrededor con una calabaza o campanilla en la mano, como dando gracias a este elemento por haberles salvado la vida.
Jamás empezaban sus comidas sin haber arrojado antes al fuego el primer bocado a modo de una ofrenda y todas las tardes los encendían cantando y danzando a su alrededor.
El fuego es igualmente una de las principales divinidades de los tártaros. No permiten acercar a su territorio a ningún extranjero sin que antes se haya purificado pasando por entre dos hogueras. Evitan con gran cuidado meter en el fuego un cuchillo o siquiera tocarlo con este instrumento. Sería un crimen mayor astillar la madera con hacha cerca de las llamas. Antes de beber tienen la costumbre de volverse hacia al mediodía, que es el lado que, según ellos, corresponda el fuego, en honor del cual edifican también sus cabañas con la puerta mirando hacia esa parte. Se construía expresamente una cabaña en el lugar en que estaba acampado el emperador de Monomotapa, en la cual se encendía un fuego que se conservaba con un cuidado religioso.
Los antiguos africanos tributaban los honores divinos a este elemento y mantenían en sus templos un fuego eterno.
Los yakouts, población de Siberia, creen que existe en el fuego un ser, a quien atribuyen el poder de dispensar los bienes y los males y le ofrecen sacrificios perpetuos. Los indios vecinos de las orillas de Columbia miraban el fuego como un ser poderoso y terrible. Le ofrecían constantemente sacrificios y le suponían igualmente árbitro del bien y del mal. Buscaban su apoyo porque solo él podía interceder con su protector alado y procurarles todo lo que deseaban como hijos varones, esto es, una pesca y una caza abundante, en una palabra todo lo que a su modo de ver constituía la riqueza y el bienestar.
Los chinos que habitan los confines de Siberia reconocen un dios del fuego. Durante la residencia de M. Pailas en Maiinatschiu, se prendió fuego la población; las llamas devoraban muchas casas y sin embargo, ningún habitante procuraba atajarlo. Todos permanecían alrededor del incendio en una consternación inactiva; algunos arrojaban tan solo por intervalos gotas de agua en él para apaciguar al dios, que decían, había escogido sus habitaciones por un sacrificio. Si los rusos no hubiesen extinguido el incendio, toda la ciudad habría quedado reducida a cenizas.

### Significado simbólico e iconología

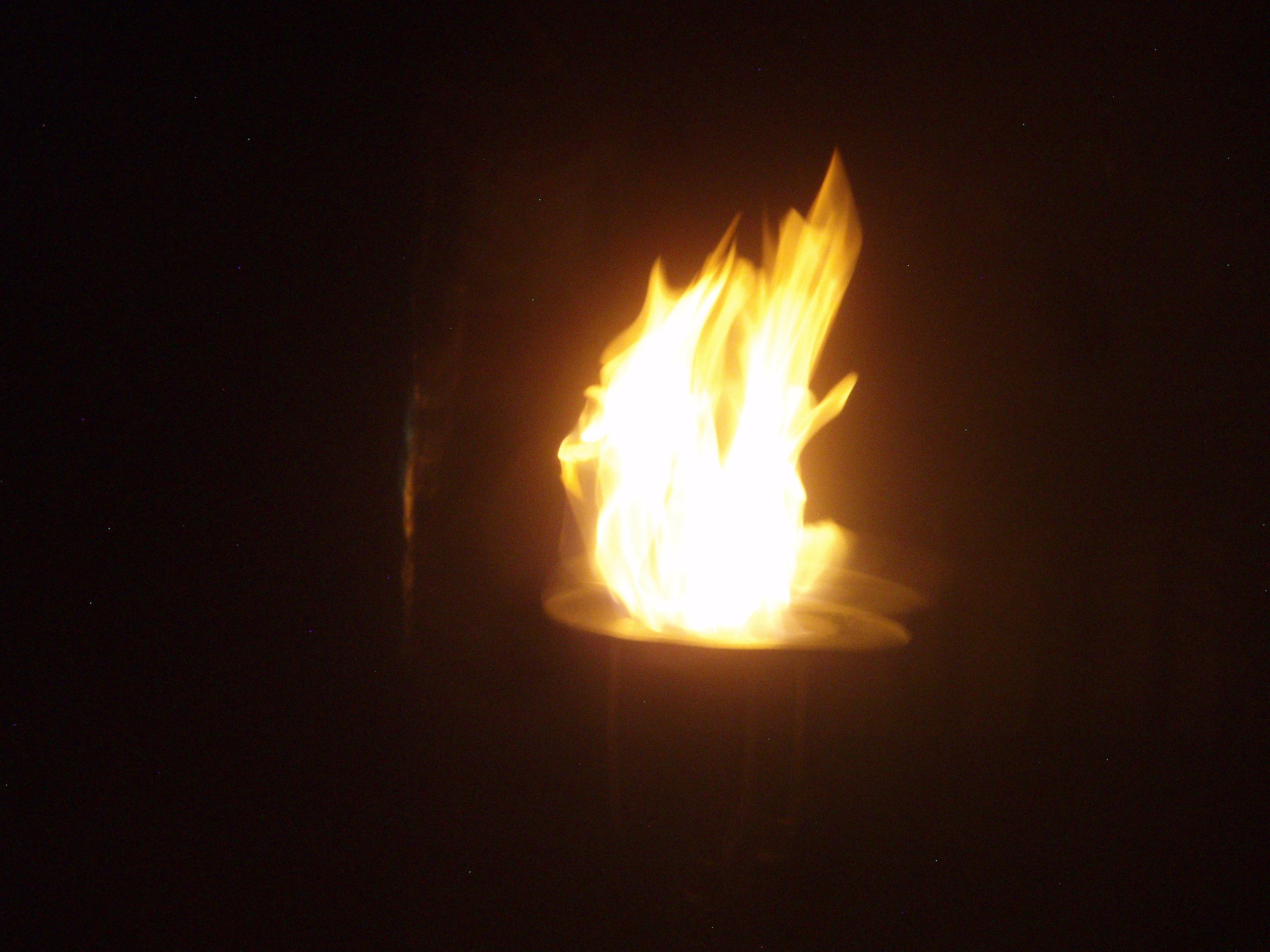
Fuego en la ceremonia de la cena del solsticio de invierno (Muy Resp.'. Gr.'. Log.'. Nacional Mexicana "Independencia N.º 2")

Este elemento tuvo altares, sacerdotes y sacrificios en muchísimas comunidades del planeta. Los romanos lo representaban bajo la figura de Vulcano en medio de los cíclopes. Una vestal cerca de un altar sobre el cual arde el fuego sagrado o una mujer teniendo un vaso lleno de él con una salamandra a sus pies son también símbolos por medio de los cuales los antiguos representaban el fuego. Cesare Ripa y Gravelot han juntado a estos emblemas la presencia del Sol, principio del calor y de la luz, y el fénix, que muere y renace en este elemento, expresión simbólica que, en opinión de los filósofos, creían que el mundo sería consumido algún día por las llamas para renacer más brillante y perfecto.
La masonería también incluye el fuego entre sus símbolos: es uno de los cuatro elementos que, al igual que en las culturas de la Antigüedad, son presencia permanente en el lenguaje y en los trabajos de las logias. La masonería toma el significado simbólico antiguo del fuego y reconoce su doble naturaleza: creación e iluminación, por un lado, y destrucción y purificación, por el otro.

## Registro fósil
El registro fósil de incendios aparece por primera vez con el establecimiento de una flora terrestre en el período Ordovícico Medio, hace 470  millones de años, permitiendo la acumulación de oxígeno en la atmósfera como nunca antes, a medida que las nuevas hordas de plantas terrestres lo bombeaban como un producto de desecho. Cuando esta concentración se elevó por encima del 13%, permitió la posibilidad de un incendio forestal. Los incendios forestales se registraron por primera vez en el registro fósil del Silúrico tardío, hace 420  millones de años, por fósiles de plantas carbonizadas. Aparte de una brecha controvertida en el Devónico tardío, el carbón vegetal está presente desde entonces. El nivel de oxígeno atmosférico está estrechamente relacionado con la prevalencia del carbón vegetal: claramente, el oxígeno es el factor clave en la abundancia de incendios forestales. El fuego también se volvió más abundante cuando las hierbas irradiaron y se convirtió en el componente dominante de muchos ecosistemas, hace alrededor de 6 a 7 millones de años; esta leña proporcionó yesca que permitió la propagación más rápida del fuego. Estos incendios generalizados pueden haber iniciado un proceso de retroalimentación positiva, mediante el cual produjeron un clima más cálido y seco más propicio para los incendios.

## Control humano

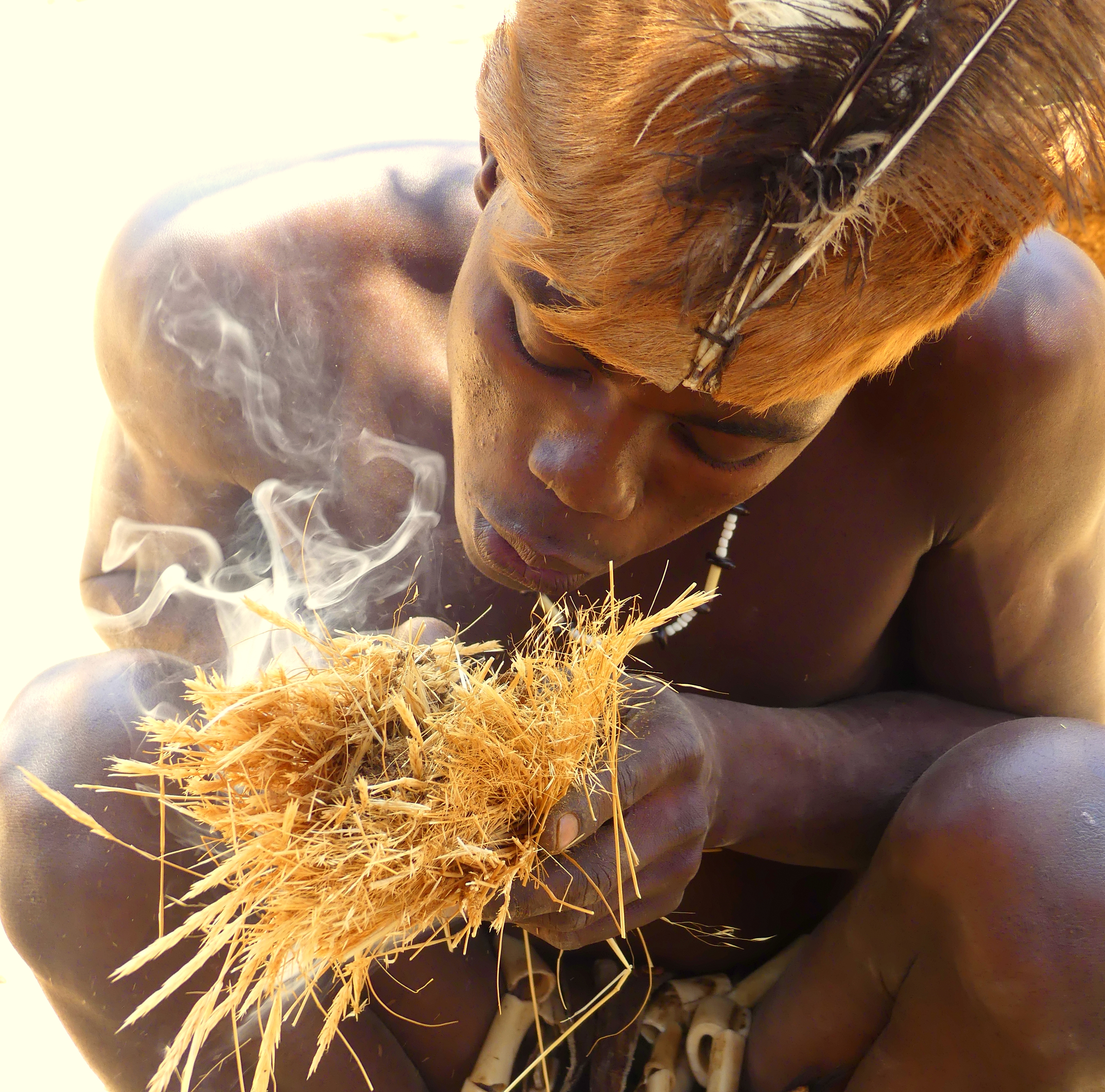
Bosquimano iniciando un fuego en Namibia.

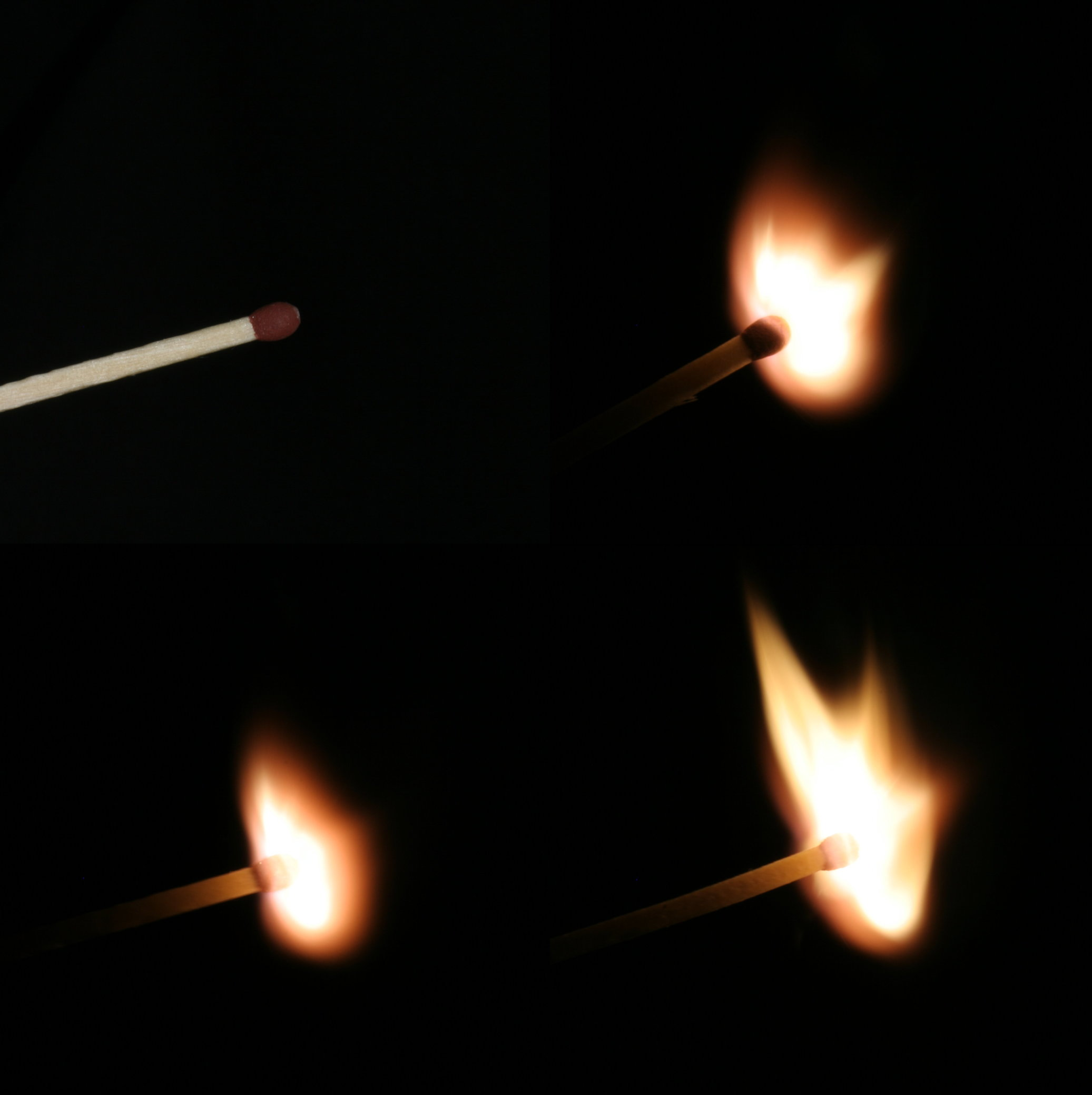
Proceso de encendido de un fósforo.

La capacidad de controlar el fuego supuso un cambio drástico en los hábitos de los primeros humanos. Hacer fuego para generar calor y luz hizo posible que las personas cocinaran alimentos, aumentando simultáneamente la variedad y disponibilidad de nutrientes y reduciendo las enfermedades al matar organismos en los alimentos. El calor producido también ayudaría a las personas a mantenerse calientes en climas fríos, permitiéndoles vivir en climas más fríos. El fuego también mantuvo a raya a los depredadores nocturnos. La evidencia de comida cocida se encuentra desde hace 1  millón de años, aunque probablemente el fuego no se usó de manera controlada hasta hace 400.000 años. Existe alguna evidencia de que el fuego pudo haberse utilizado de forma controlada hace aproximadamente 1 millón de años. La evidencia se generaliza alrededor de 50 a 100 mil años atrás, lo que sugiere un uso regular a partir de esta época; Curiosamente, la resistencia a la contaminación del aire comenzó a evolucionar en las poblaciones humanas en un momento similar. El uso del fuego se volvió progresivamente más sofisticado, y se utilizó para crear carbón vegetal y controlar la vida silvestre desde hace "decenas de miles" de años.
El fuego también se ha utilizado durante siglos como método de tortura y ejecución, como lo demuestra la muerte por quema y los dispositivos de tortura como la bota de hierro, que se puede llenar con agua, aceite o incluso plomo y luego calentar sobre un fuego para la agonía del usuario.

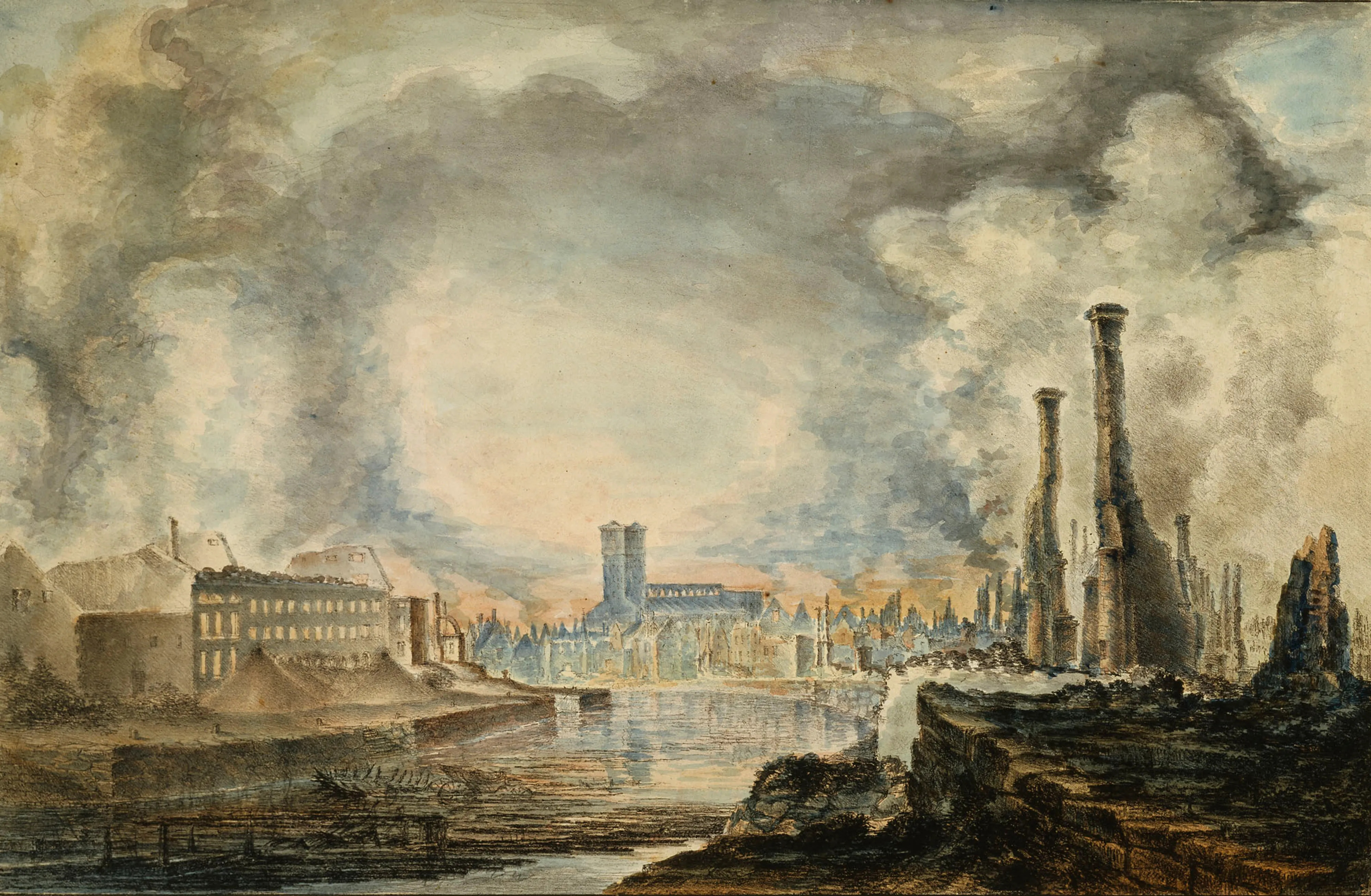
Pintura de la Catedral y el edificio de la Academia después del Gran Incendio de Turku, por Gustaf Wilhelm Finnberg, 1827.

Por la revolución neolítica, durante la introducción de la agricultura basada en granos, la gente de todo el mundo utilizó el fuego como una herramienta en la gestión del paisaje . Estos incendios eran típicamente quemaduras controladas o "incendios fríos", en contraposición a "incendios calientes" incontrolados, que dañan el suelo. Los incendios calientes destruyen plantas y animales y ponen en peligro a las comunidades. Esto es especialmente un problema en los bosques de hoy en día, donde se evita la quema tradicional para estimular el crecimiento de cultivos maderables. Los fuegos fríos generalmente se realizan en primavera y otoño. Quitan la maleza, quemando biomasa que podría desencadenar un fuego caliente si se vuelve demasiado denso. Proporcionan una mayor variedad de entornos, lo que fomenta la diversidad de animales y plantas. Para los humanos, hacen que los bosques densos e intransitables sean transitables. Otro uso humano del fuego en lo que respecta a la gestión del paisaje es su uso para despejar la tierra para la agricultura. La agricultura de tala y quema sigue siendo común en gran parte de África tropical, Asia y América del Sur. "Para los pequeños agricultores, es una manera conveniente de despejar áreas cubiertas de maleza y liberar nutrientes de la vegetación en pie de regreso al suelo", dijo Miguel Pinedo-Vásquez, ecólogo del Centro de Investigación y Conservación Ambiental del Instituto de la Tierra. Sin embargo, esta útil estrategia también es problemática. El crecimiento de la población, la fragmentación de los bosques y el calentamiento del clima están haciendo que la superficie de la tierra sea más propensa a incendios cada vez mayores. Estos dañan los ecosistemas y la infraestructura humana, causan problemas de salud y envían espirales de carbono y hollín que pueden alentar aún más el calentamiento de la atmósfera y, por lo tanto, retroalimentar a más incendios. En la actualidad, a nivel mundial, en un año determinado se queman hasta 5 millones de km², un área de más de la mitad del tamaño de los Estados Unidos.
Existen numerosas aplicaciones modernas del fuego. En su sentido más amplio, casi todos los seres humanos de la tierra utilizan el fuego en un entorno controlado todos los días. Los usuarios de vehículos de combustión interna emplean fuego cada vez que conducen. Las centrales térmicas proporcionan electricidad a un gran porcentaje de la humanidad.

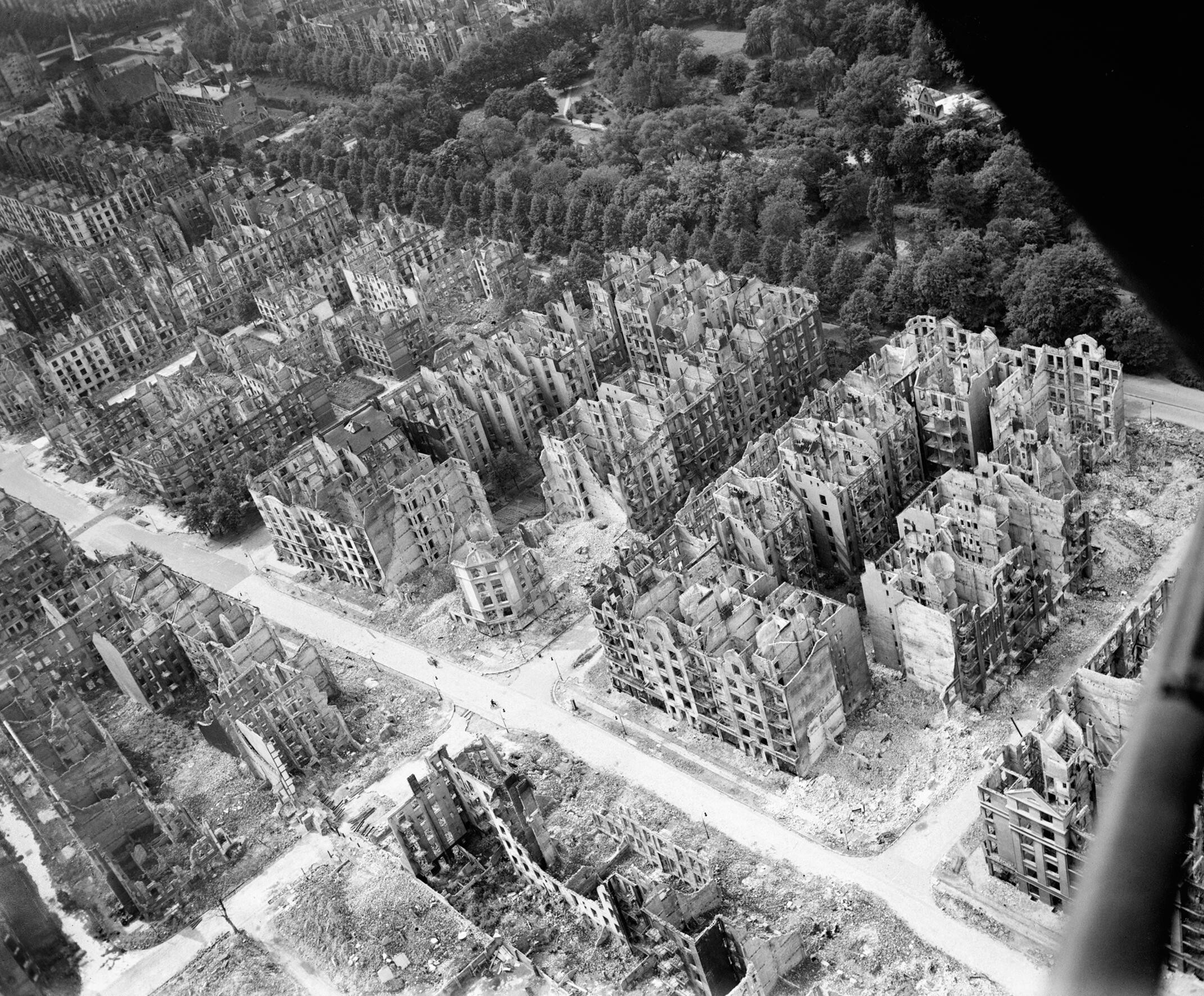
Hamburgo después de cuatro bombardeos incendiarios en julio de 1943, que mataron a unas 50.000 personas.

El uso del fuego en la guerra tiene una larga historia. El fuego fue la base de todas las primeras armas térmicas. Homero detalló el uso del fuego por parte de los soldados griegos que se escondieron en un caballo de madera para quemar Troya durante la guerra de Troya. Más tarde, la flota bizantina utilizó el fuego griego para atacar barcos y hombres. En la Primera Guerra Mundial, los primeros lanzallamas modernos fueron utilizados por la infantería y se montaron con éxito en vehículos blindados en la Segunda Guerra Mundial. En esta última guerra, tanto el Eje como los Aliados emplearon bombas incendiarias, en ciudades como Tokio, Róterdam, Londres, Hamburgo y particularmente Dresde; en los dos últimos casos, se crearon deliberadamente tormentas de fuego, en las que un anillo de fuego que rodeaba cada ciudad fue atraído hacia adentro por una corriente ascendente causada por un grupo central de incendios. La Fuerza Aérea del Ejército de los Estados Unidos también utilizó ampliamente incendiarios contra objetivos japoneses en los últimos meses de la guerra, devastando ciudades enteras construidas principalmente con casas de madera y papel. El uso de napalm se empleó en julio de 1944, hacia el final de la Segunda Guerra Mundial; aunque su uso no atrajo la atención del público hasta la guerra de Vietnam. También se utilizaron cócteles Molotov.

## Peligros

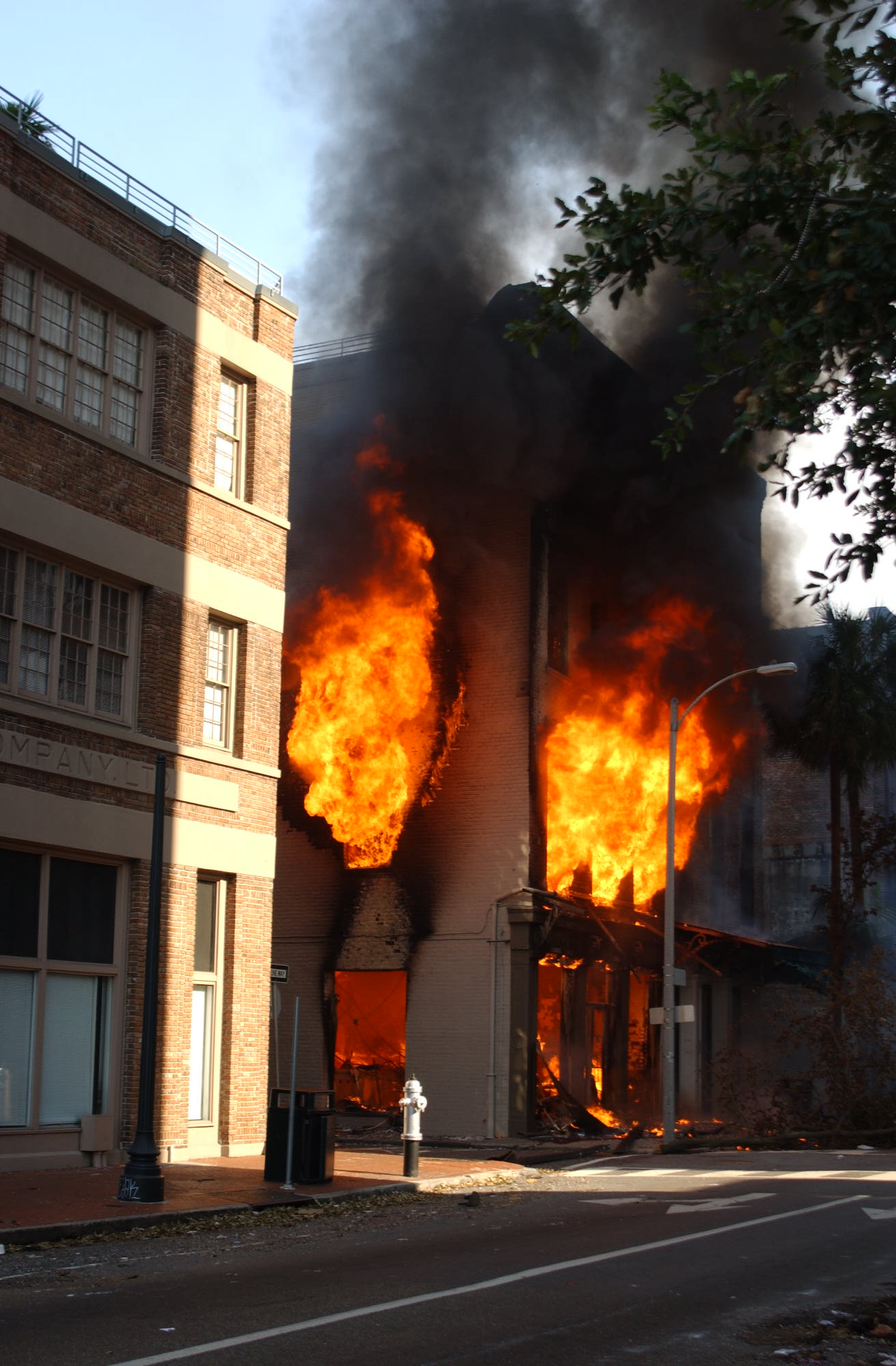
Un incendio en una casa de Nueva Orleans, tras el paso del Huracán Katrina en 2005

El fuego conlleva un conjunto de peligros, el primero y más evidente son las quemaduras. También otros como la intoxicación por inhalación de humo.
En el apartado de psicología está la piromanía, que se define como una enfermedad en la que una persona siente la necesidad de quemar algo y cuanto más grande sea el fuego mejor (para él). Esto ha provocado incendios forestales intencionales.

### Incendios

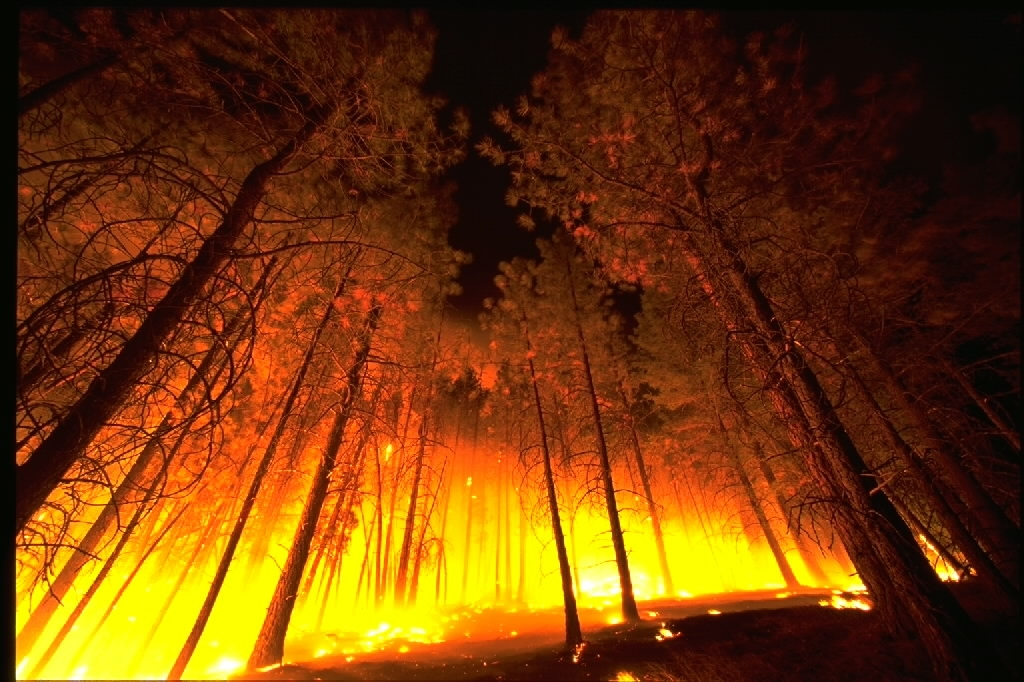
Incendio forestal

Un incendio (del latín incendium) es una aparición de fuego no controlada que puede afectar, abrasar o destruir algo que no está destinado a quemarse. Puede afectar a estructuras y a seres vivos. 
La exposición de los seres vivos a un incendio puede producir daños muy graves e incluso la muerte, generalmente por inhalación de humo o por desvanecimiento producido por la intoxicación y posteriormente quemaduras graves.

### Incendios forestales
Un incendio forestal es un tipo de incendio caracterizado por producirse y desarrollarse principalmente en zonas naturales con vegetación abundante.
Si bien las causas inmediatas que dan lugar a incendios forestales pueden ser muy variadas, en todos ellos se dan los mismos presupuestos, es decir, la existencia de grandes masas de vegetación en concurrencia con periodos más o menos prolongados de sequía.
El calor solar provoca deshidratación en las plantas, que recuperan el agua perdida del sustrato. Sin embargo, cuando la humedad del terreno desciende a un nivel inferior al 30 % las plantas son incapaces de obtener agua del suelo, con lo que se van secando poco a poco. Este proceso provoca la emisión a la atmósfera de etileno, un compuesto químico presente en la vegetación y altamente combustible. Tiene lugar entonces un doble fenómeno: tanto las plantas como el aire que las rodea se vuelven fácilmente inflamables, con lo que el riesgo de incendio se incrementa. Y si a estas condiciones se suma la existencia de períodos de altas temperaturas y vientos fuertes o moderados, la posibilidad de que una simple chispa provoque un incendio se vuelve significativa.

## Comportamiento del fuego en estructuras confinadas
Dentro de estructuras cerradas o confinadas hay ciertos fenómenos especiales del fuego. Los bomberos tienen que entrenarse a fondo y conocer estos fenómenos para evitar morir producto de alguno de ellos. Algunos de estos fenómenos son:
- Formación de la capa de techo
- Backdraft
- Combustión súbita generalizada
- Dancing Angels
- Flameover
- Rebosamiento por ebullición (Boiling over en inglés)
- BLEVE